# Заонегин, Георгий Захарович
Георгий Захарович Заонегин (1886—1936) — участник революционного движения, советский государственный деятель.
Уроженец Тверской губернии (деревня Поповка Кашинского уезда), сын крестьянина-бедняка. В подростковом возрасте уехал на заработки в Петербург.
Член РСДРП с 1905 г. Участник трёх российских революций, в 1917 г. один из руководителей выборгских большевиков, с 26 октября 1917 председатель армисполкома 42-го отдельного армейского корпуса.
Послужной список:
- 22.08 — 16.10.1919 председатель Вологодской губЧК
- 1919—1920 в Вологодском губкоме РКП(б)
- 18.1.1920 — 1921 председатель Вологодского губисполкома
- август-октябрь 1921 уполномоченный СНК и СТО РСФСР по руководству заготовительной кампанией в Тюменской губернии
- 10.1921 — 12.1923 председатель Тамбовского губисполкома
- с 29 апреля 1924 г. член и заместитель председателя Правления Центрального Сельскохозяйственного Банка СССР, с 1926 до ноября 1928 г. его председатель.
- 1928-1929 председатель правления Госсельсиндиката.

С 1929 г. на пенсии по инвалидности.
Делегат XI и XII съездов партии, четырех Всероссийских и I Всесоюзного съездов Советов, член ВЦИК трёх созывов.
Умер в 1936 году в Калининской области, похоронен в родной деревне.